# Philip E. Agre
Philip E. Agre ist ein Forscher im Bereich der Informationswissenschaft und war von 1998 bis 2009 Professor für Informationswissenschaft am Department of Information Studies der University of California, Los Angeles (UCLA). Zuvor lehrte er an der Universität Sussex und der UC San Diego und war Gastprofessor an der Universität Chicago und der Universität Paris.
Bekanntheit erlangte Agre in den 1990er Jahren durch seine kritischen Auseinandersetzungen mit neusten Entwicklungen digitaler Netzwerktechnologie. Als Autor trat er in dieser Zeit durch Veröffentlichung von "Computation and Human Experience" (Cambridge University Press, 1997), sowie als Mitherausgeber von "Technology and Privacy: The New Landscape" (mit Marc Rotenberg, MIT Press, 1997), "Reinventing Technology, Rediscovering Community: Critical Studies in Computing as a Social Practice" (mit Douglas Schuler, Ablex, 1997) und "Computational Theories of Interaction and Agency" (mit Stanley J. Rosenschein, MIT Press, 1996) in Erscheinung. Seine Mailingliste „Red Rock Eater News Service“ gründete Agre in den 1990er Jahren – 1994 zählte sie über 1000 Mitglieder, 1999 bereits 4000. Von 1994 bis 1996 war er Herausgeber von „The Network Observer“, einem monatlich erscheinenden Newsletter zu den Themenbereichen Netzwerke und Demokratie.

## Biographie
Eigenen biografischen Angaben zufolge wurde Agre als Kind von einem Psychologen in seiner Heimatregion Maryland als mathematisches Wunderkind konstruiert. Er besuchte in jungem Alter das College, wo er zunächst Mathematik, dann Computerwissenschaft studierte. Seine Promotion, die sich mit der informationstheoretischen Beschreibung und Modellierung alltäglicher Routinen beschäftigte, absolvierte er am Artificial Intelligence Lab (heute CSAIL), das am Massachusetts Institute of Technology (MIT) angesiedelt ist und in dieser Zeit von Patrick Winston geleitet wurde. Er wurde gemeinsam mit seinem Mitarbeiter David Chapman zunächst von Michael Brady betreut, nach dessen Weggang nach Oxford von Rodney Brooks. Unter Brooks forschten die Wissenschaftler in einem Bereich, der heute als Nouvelle AI bekannt ist und zur Programmierung intelligenter Systeme die Interaktionen des Systems mit seiner Umwelt in den Vordergrund rückte.
Als Erweckungsmoment beschreibt Agre den Beginn seiner Promotionsphase am MIT, wo ihm die Alternativlosigkeit der Methodik seines Feldes, der Erforschung künstlicher Intelligenz, auffällt. Die Lektüre phänomenologischer Texte und die philosophische Sprache zur Beschreibung der Lebenswelt sowie die Archäologie des Wissens von Michel Foucault lassen Agre die Grenzen seines Feldes als sprachliche Beschränkungen erkennen.

“Formal reason has an unforgiving binary quality -- one gap in the logic and the whole thing collapses -- but this phenomenological language was more a matter of degree; I understood intellectually that the language was "precise" in a wholly different sense from the precision of technical language, but for a long time I could not convincingly experience this precision for myself, or identify it when I saw it. Still, in retrospect this was the period during which I began to "wake up", breaking out of a technical cognitive style that I now regard as extremely constricting.”

„Die formale Vernunft hat eine unversöhnliche binäre Qualität - eine Lücke in der Logik und die ganze Sache bricht zusammen -, aber diese phänomenologische Sprache war eher eine Frage des Grades; ich verstand intellektuell, dass die Sprache in einem ganz anderen Sinne "präzise" war als die Präzision der technischen Sprache, aber lange Zeit konnte ich diese Präzision nicht überzeugend für mich selbst erfahren oder sie identifizieren, wenn ich sie sah. Dennoch war dies rückblickend die Zeit, in der ich anfing, "aufzuwachen" und aus einem technischen Erkenntnisstil auszubrechen, den ich heute als extrem einschränkend empfinde.“

Seinen PhD in elektronischer Ingenieurwissenschaft und Computerwissenschaft schließt Agre in 1989 ab. Er bezeichnet sich selbst als Dissident seines eigenen Feldes und sucht nach Wegen, die Methoden und Konzepte der Erforschung künstlicher Intelligenz kritisch zu befragen. Er ist darin ein früher Vertreter einer kritischen Denkart, die sich auf Grundlage technischer Expertisen mit den gesellschaftlichen Folgen digitaler Infrastrukturen und der Ethik der KI auseinandersetzt. Insbesondere die vielfältige Verschränkung der KI-Forschung mit Vorgaben und Trends der Geldgeber aus der amerikanischen Rüstungsindustrie, ist ein Schwerpunkt der publizistischen Aktivitäten Agres und Chapmans in den 1980er Jahren.
Nach Lehraufträgen am Departement für Computerwissenschaft der Universität Chicago sowie an der School of Cognitive and Computer Studies der Universität Sussex wechselt Agre als associate professor ans Department für Informationswissenschaft der UCLA, wo er bis 2009 lehrt. 
Am 16. Oktober 2009 wird Agre von einem Familienmitglied als vermisst gemeldet. Vermutet wird, dass Agre zwischen Dezember 2008 und Mai 2009 Wohnung und Arbeit aufgegeben habe. Am 16. Januar 2010 veröffentlicht die Polizeiwache des UCLA die Meldung, dass Agre gefunden wurde. Die Suche wurde abgeschlossen, Agre kehrte aber seitdem nicht in die Öffentlichkeit zurück.

## Schriften (Auswahl)
- Philip E. Agre, David Chapman: Pengi: An Implementation of a Theory of Activity. In: AAAI 1987.
- Philip E. Agre: Surveillance and capture: Two models of privacy. In: The Information Society. Band 10, Nr. 2, 1. April 1994, ISSN 0197-2243, S. 101–127, doi:10.1080/01972243.1994.9960162.
- Philip E. Agre: From high tech to human tech: Empowerment, measurement, and social studies of computing. In: Computer Supported Cooperative Work (CSCW). Band 3, Nr. 2, 1. Juni 1994, ISSN 1573-7551, S. 167–195, doi:10.1007/BF00773446.
- Philip E. Agre: Toward a critical technical practice: Lessons learned in trying to reform AI. In: Geoffrey C. Bowker: Social science, technical systems, and cooperative work : beyond the great divide. Lawrence Erlbaum Associates, Mahwah, N.J. 1997, ISBN 0-8058-2402-2.
- Philip E. Agre: Infrastructure and Institutional Change in the Networked University. In: Information, Communication & Society. Band 3, Nr. 4, 1. Januar 2000, ISSN 1369-118X, S. 494–507, doi:10.1080/13691180010002323.
- Philip E. Agre: Real-Time Politics: The Internet and the Political Process. In: The Information Society. Band 18, Nr. 5, 1. Oktober 2002, ISSN 0197-2243, S. 311–331, doi:10.1080/01972240290075174.